# Éthiopie du Centre
L'Éthiopie du Centre est un État régional de l'Éthiopie formé en 2023 par régionalisation de la partie nord de la région des nations, nationalités et peuples du Sud.
La région est créée le 19 août 2023 en même temps que la région Éthiopie du Sud après le référendum réussi dans cette dernière.
Elle est dirigée depuis lors par Endashaw Tassew.
Elle se compose des zones Gurage, Silte, Kembata Tembaro, Halaba, Hadiya et du woreda spécial Yem.
Les groupes ethniques les plus importants de la région, les Gurage et les Hadiya, constituent 70 % de la population[réf. souhaitée].